# Holy Wood (In the Shadow of the Valley of Death)
Holy Wood is het vierde studioalbum van Marilyn Manson, uitgebracht in 2000. Het is het eerste album na het bloedbad op Columbine High School, waarbij Manson ervan beschuldigd werd dat zijn muziek de oorzaak was. Holy Wood is een soort vervolg op Mechanical Animals en Antichrist Superstar.

## Tracklisting
1. GodEatGod – 2:34
2. The Love Song – 3:16
3. The Fight Song – 2:55
4. Disposable Teens – 3:01
5. Target Audience (Narcissus Narcosis) – 4:18
6. "President Dead" – 3:13
7. In the Shadow of the Valley of Death – 4:09
8. Cruci-Fiction in Space – 4:56
9. A Place in the Dirt – 3:37
10. The Nobodies – 3:35
11. The Death Song – 3:29
12. Lamb of God – 4:39
13. Born Again – 3:20
14. Burning Flag – 3:21
15. Coma Black – 5:58
16. Valentine's Day – 3:31
17. The Fall of Adam – 2:34
18. King Kill 33° – 2:18
19. Count to Six and Die – 3:24
20. The Nobodies (Acoustic) - Bonustrack exclusief voor verschillende regio's
21. Mechanical Animals (Live) - Bonustrack exclusief voor de Japanse versie